# Alano (nome)
Alano  è un nome proprio di persona italiano maschile.

## Varianti in altre lingue
- Bretone: Alan[2]
  - Femminili: Alana[2]
- Catalano: Alá[3]
- Croato: Alen[2]
- Danese: Allan[2]
- Estone: Allan[2]
- Francese: Alain[2], Alan[2]
- Gallese: Alun[2][4]
  - Gallese antico: Alawn[4]
- Inglese: Alan[2][4][5][6], Allan[2][4][6], Allen[2][4][6], Allyn[2]
  - Ipocoristici: Al[2][6]
  - Femminili: Alana[2]
- Irlandese: Ailín[2]
- Latino: Alanus
- Scozzese: Alan[2], Allan[2], Allen[2]
- Sloveno: Alen[2]
- Spagnolo: Alano[3], Alán[3]
- Svedese: Allan[2]

## Origine e diffusione
L'uso di questo nome è documentato in Bretagna già dal VI secolo (epoca in cui visse un sant'Alano, vescovo di Quimper, il cui culto è molto popolare in Bretagna e Galles), e venne portato da quattro duchi di Bretagna tra il X e l'XI secolo. Dopo la conquista dell'Inghilterra, venne introdotto in Gran Bretagna, dove è attestato dall'anno 1066, da coloni bretoni, nonché dagli stessi normanni, tra cui era già ben diffuso.
L'etimologia è incerta, e sono state fatte numerose ipotesi. La maggioranza di queste ne ricerca l'origine, tramite il bretone o il gallese, in radici protoceltiche come *(f) ali-s ("roccia") e *al(aun) o- ("che nutre"), o altre aventi il significato di "bello", "avvenente" oppure di "armonia"; nell'ambito celtico, Alan potrebbe essere accostato anche ai nomi di Alaunus e Alauna, due antiche divinità celtiche. Al di fuori del mondo celtico, è stata avanzata la derivazione dal nome degli Alani, una tribù iranica che giunse in Europa tra il IV e il V secolo. 
La diffusione in Italia è scarsissima, risultante in genere da tentativi di adattamento della forma francese Alain, ed è ricordato principalmente per motivi storici.

## Onomastico
L'onomastico si può festeggiare il 25 novembre in memoria di sant'Alano, abate di Lavaur, oppure il 26 ottobre in ricordo di sant'Alano, vescovo di Quimper. 
Con questo nome si ricordano anche alcuni beati, alle date seguenti: 
- 30 gennaio, beato Alano di Lilla, teologo e filosofo francese[8]
- 28 giugno, beato Almo (o Alano), monaco cistercense a Melrose e primo abate di Balmerino[7]
- 18 luglio, beato Alano di Sassovivo, pellegrino austriaco, entrato nell'abbazia benedettina di Sassovivo, e poi eremita[7]
- 8 settembre, beato Alano della Rupe, religioso domenicano[7][8]
- 31 dicembre, beato Alano di Solminihac, canonico regolare di Sant'Agostino e vescovo di Cahors[7][8]

## Persone
- Alano, teologo inglese
- Alano I, re di Bretagna
- Alano II, duca di Bretagna
- Alano III, duca di Bretagna
- Alano IV, duca di Bretagna

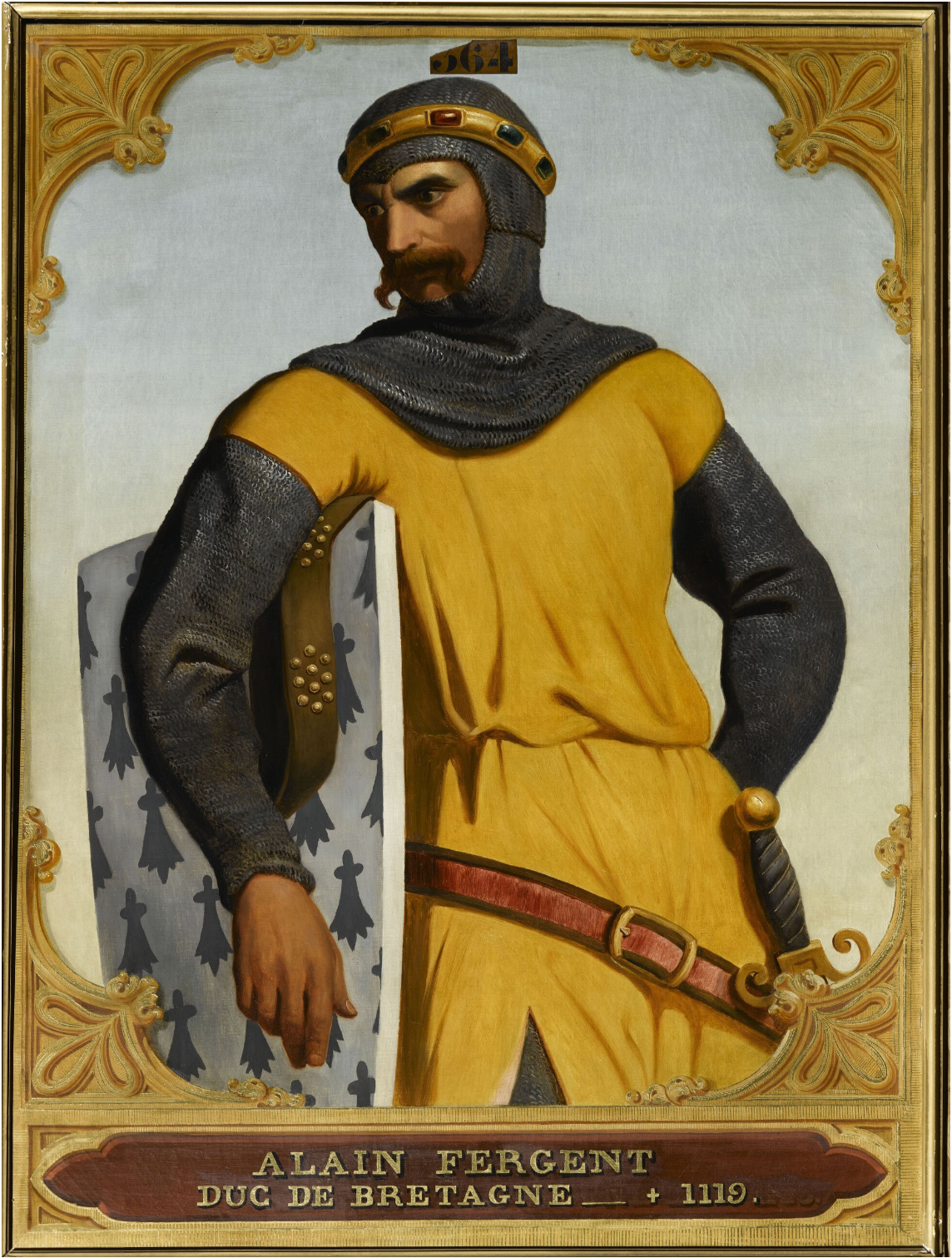
Alano IV di Bretagna

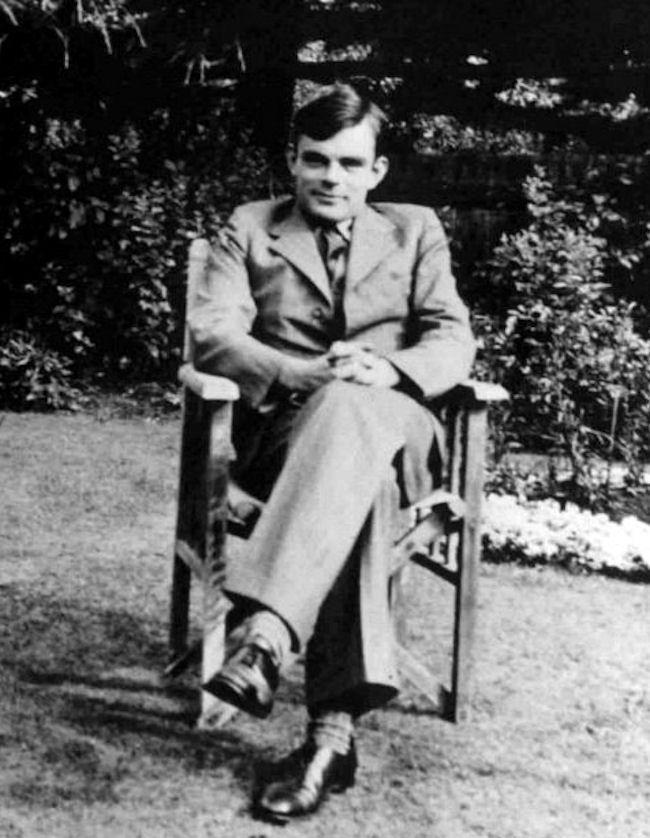
Alan Turing

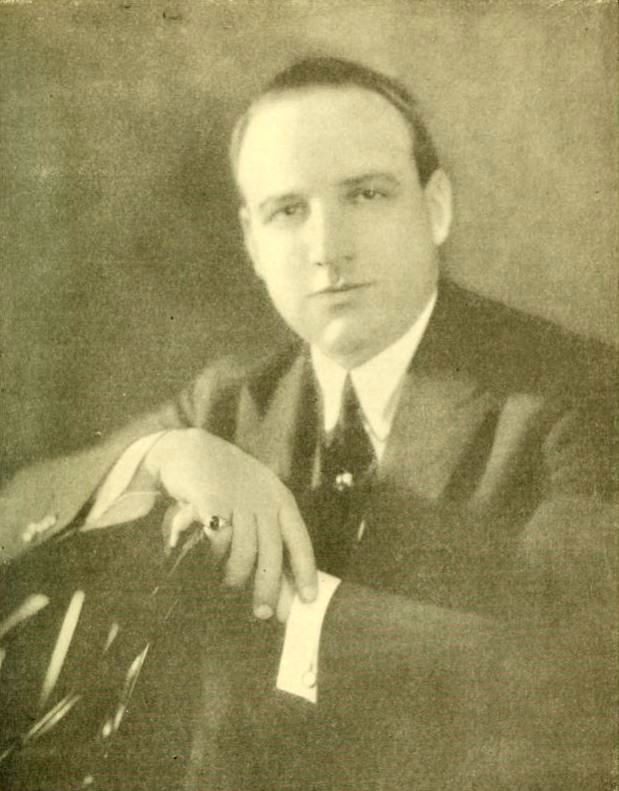
Allan Dwan

- Alano della Rupe, religioso e teologo bretone
- Alano di Lilla, teologo e filosofo francese
- Alano da Matera, filosofo, astronomo e astrologo italiano
- Alano di Solminihac, vescovo cattolico francese
- Alano il Nero, nobile bretone
- Alano il Rosso, nobile bretone
- Alano Canhiart, conte di Cornovaglia

### Variante Alan
- Alan Alda, attore, regista e sceneggiatore statunitense
- Alan Arkin, attore e regista statunitense
- Alan Fabbri, politico italiano
- Alan Friedman, giornalista, conduttore televisivo e scrittore statunitense
- Alan Ladd, attore statunitense
- Alan Jones, conduttore radiofonico e allenatore di rugby australiano
- Alan Moore, fumettista, scrittore e anarchico britannico
- Alan J. Pakula, regista, sceneggiatore e produttore cinematografico statunitense
- Alan Rickman, attore e regista britannico
- Alan Sorrenti, cantautore italiano
- Alan Stivell, cantautore e arpista francese
- Alan Turing, matematico, logico e crittanalista britannico

### Variante Allan

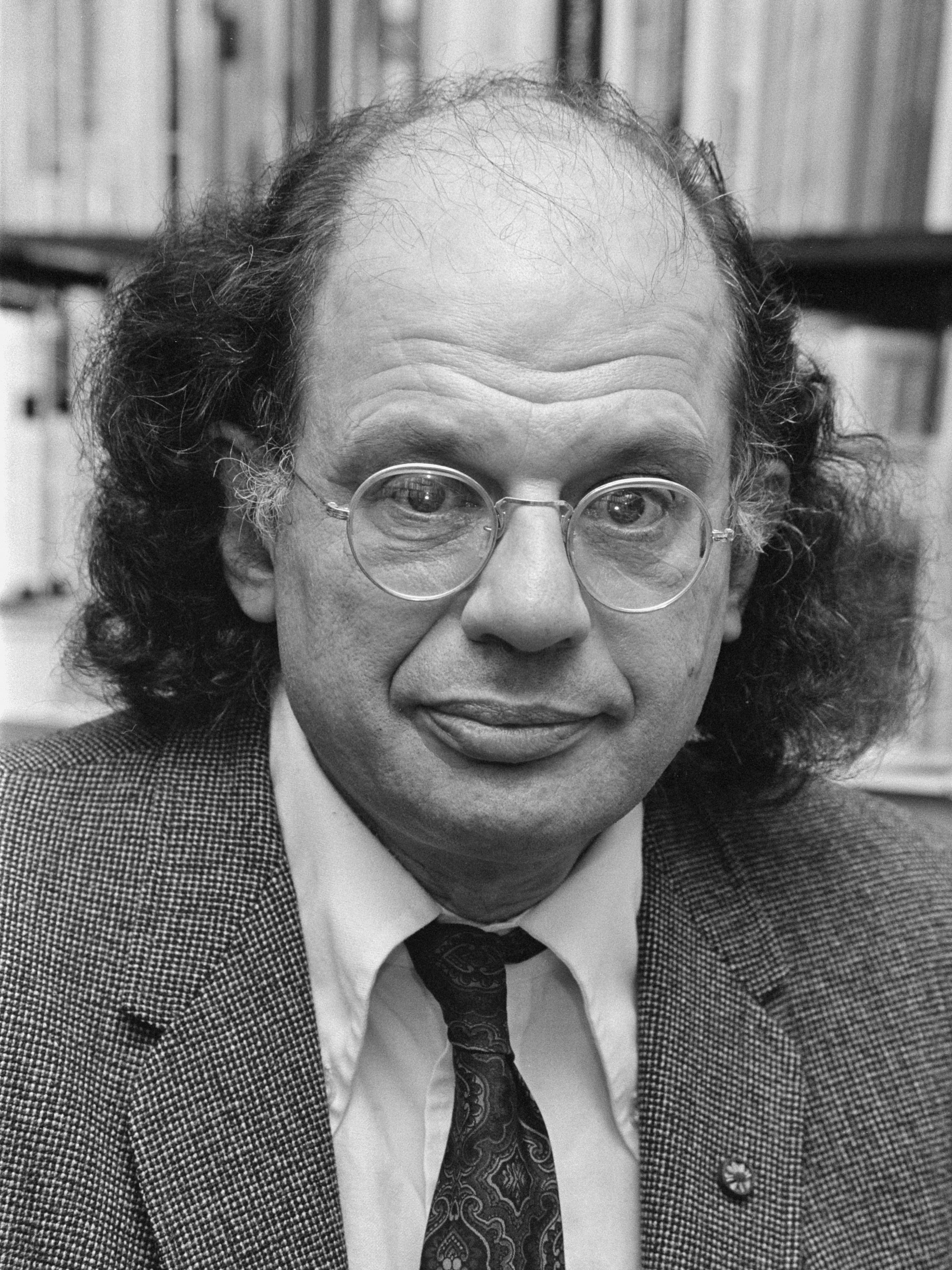
Allen Ginsberg

- Allan Arbus, fotografo e attore statunitense
- Allan Davis, ciclista su strada australiano
- Allan Dwan, regista e sceneggiatore statunitense
- Allan Frost Archer, entomologo e aracnologo statunitense
- Allan Holdsworth, chitarrista e compositore britannico
- Allan Houston, cestista statunitense
- Allan Simonsen, calciatore e allenatore di calcio danese

### Variante Allen
- Allen Curtis, regista e sceneggiatore statunitense
- Allen Welsh Dulles, diplomatico e agente segreto statunitense
- Allen Ginsberg, poeta statunitense
- Allen Holubar, attore, regista, sceneggiatore e produttore cinematografico statunitense
- Allen Iverson, cestista statunitense

### Variante Alain
- Alain Aspect, fisico francese
- Alain Barrière, cantante francese

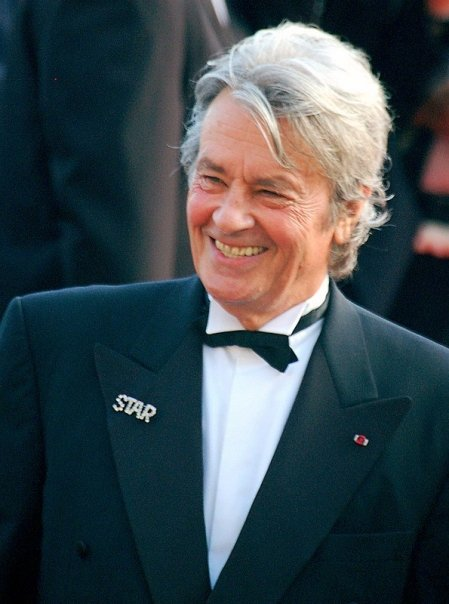
Alain Delon

- Alain Chabat, regista, attore e produttore cinematografico francese
- Alain Corneau, regista francese
- Alain Cuny, attore francese
- Alain Delon, attore e regista francese
- Alain Juppé, politico francese
- Alain Prost, pilota automobilistico francese
- Alain Resnais, regista francese
- Alain Robbe-Grillet, scrittore, regista e sceneggiatore francese

### Altre varianti
- Alun Armstrong, attore britannico
- Alen Bokšić, calciatore croato
- Alyn Smith, politico britannico
- Alen Stevanović, calciatore serbo

## Il nome nelle arti
- Alain de Soissons è un personaggio delle serie manga e anime Lady Oscar ed Eroica - La gloria di Napoleone.
- Nella Historia Brittonum di Nennio, Alanus è "il primo uomo della stirpe di Iafeth a giungere in Europa".
- Alan Carter è un personaggio della serie di fantascienza Spazio 1999.